# Hanky Panky Funky Punky ! feat. MIRI
『Hanky Panky Funky Punky ! feat. MIRI』(ハンキー パンキー ファンキー パンキー ! フィーチャリング ミリ）は、日本のガールズ・デュオ「BESTIEM」2枚目のシングル。
2018年5月23日にBrand-New Musicからリリース。作詞家・矢作綾加、音楽クリエイター・林田健司が共作し、MC MIRI（ライムベリー）が参加。ダンス☆マンらがRemixした3曲のバージョンも収録。

## 背景・制作
前作「TENOHIRA」から4か月後にリリースした2ndシングル。
本作は、デビュー以前から共演歴があった女性ラップユニット「ライムベリー」のメンバー、MC MIRIが客演したコラボレーション作品となっている。音楽性は、1980年代を意識したファンク・ミュージックと説明している。
制作は音楽事務所でもある「アワーソングスクリエイティブ」所属のクリエイターが担当。作詞・矢作綾加、作曲・林田健司、編曲はお馴染みのスタッフ 佐久間誠が務め、リミックス曲にも木太歩美（Ayumi kita）が初参加した。
カップリング曲
原曲以外にc/wとして3つのバージョンがあり、なかでもファンク系のミュージシャン・ダンス☆マンがアレンジしたRemixバージョンも収録している。

## リリース / プロモーション
リリース関連の企画
- 特典：各地で実施したリリースイベントの購入者に、個別サインやチェキ、オリジナルフォトなどを進呈。

シングルのプロモーションで、以下のメディアに出演した。
テレビ番組
- アイドルヒッツ（2018年4月23日ほか、スペースシャワーTV プラス） - MVオンエア
- 音楽缶（2018年5月2日ほか、テレビ神奈川）- MVオンエア
- バズリズム02（2018年5月4日・11日、日本テレビ系列）
- 音エモン（2018年5月25日、関西テレビ） - MVオンエア

ラジオ番組
- chai（2018年4月13日、FM滋賀）
- PEEPS!（2018年4月17日、ZIP-FM）
- Music Bit（2018年4月19日、FM OH!）
- ザ・ヒットスタジオ（2018年4月19日、MBSラジオ）
- You Gotta@POWER（2018年5月9日、@FM）
- HIT STREET（2018年5月18日、FM OH!）
- Lovely Day（2018年5月23日、FMヨコハマ）
- 四千ミルク（2018年5月23日、FM FUJI）
- MUSIC OF MY HEART（2018年5月26日、FM三重）

## アートワーク / ミュージック・ビデオ
アートワーク
ジャケットにはメンバーのほか、客演したMC MIRI（ライムベリー）とのスリーショットを採用している。
ミュージック・ビデオ
リリースに先行して、表題曲のフルバージョンをYouTubeで公開。劇中ではアートワークと同様に、MC MIRIも参加。

## ライブ・パフォーマンス
発売に関連したインストアイベント・ミニライブを、以下の日時・場所で実施した。
（2018年）2ndシングル「Hanky Panky Funky Punky ! feat. MIRI」発売記念ミニライブ
- 4月8日 / 5月13日 TOWERminiダイバーシティ東京
- 4月13日 神戸 HMV三宮ビブレ
- 4月14日 大阪 タワーレコードあべのHoop / タワーレコード難波
- 4月15日 名古屋 HMV栄 / HMVイオンモールナゴヤドーム前
- 4月22日 / 5月3日・21日 タワーレコードららぽーと立川立飛
- 4月28日 / 5月22日 新星堂サンシャインシティ・アルタ
- 4月29日 タワーレコードアリオ川口
- 4月30日 / 5月24日 HMV record shop 渋谷
- 5月4日 タワーレコード八王子
- 5月5日 タワーレコードグランツリー武蔵小杉
- 5月6日 府中フォーリス
- 5月11日 ソフマップAKIBA①号店
- 5月23日 HMVエソラ池袋

客演・ライブイベント
収録曲はライブツアーを始め、以下各地イベントなどでライブ披露した。
- IJICHI's Living Door（2018年4月12日、5月8日・17日、銀座miiya cafe / 東新宿 真昼の月 夜の太陽）
- ろく夜3周年企画「ろくでもない夜誕生の日」（2018年5月1日、下北沢ろくでもない夜）
- BESTIEM LIVE TOUR 2018 〜Hanky Panky Funky Punky!〜（2018年5月19日、渋谷DESEO mini / 26日、大阪 京橋Arc / 27日、名古屋sunset BLUE）
- IDOL CONTENT EXPO（2018年5月20日、イオンモール幕張新都心）

## メディアでの使用
表題曲は以下のメディアで使用された。
- bayfm『MIDNIGHT POWER PLAY』2018年5月度パワープレイ
- FM石川『MUSIC PICK UP』2018年5月度パワープレイ

## 収録トラック
| 全作詞: 矢作綾加、全作曲: 林田健司、全編曲: 佐久間誠。 |                                                                        |           |            |                        |      |
| #                                                      | タイトル                                                               | 作詞      | 作曲・編曲 | Remix                  | 時間 |
| 1.                                                     | 「Hanky Panky Funky Punky ! feat. MIRI」                               | 矢作綾加  | 林田健司   |                        | 5:13 |
| 2.                                                     | 「Hanky Panky Funky Punky ! feat. MIRI」(DANCE☆MAN Remix)              | 矢作綾加  | 林田健司   | ダンス☆マン            | 5:15 |
| 3.                                                     | 「Hanky Panky Funky Punky ! feat. MIRI」(Ayu Remix)                    | 矢作綾加  | 林田健司   | Ayumi kita（木太歩美） | 5:43 |
| 4.                                                     | 「Hanky Panky Funky Punky ! feat. MIRI」(extended ver.)                | 矢作綾加  | 林田健司   |                        | 7:13 |
| 5.                                                     | 「Hanky Panky Funky Punky ! feat. MIRI」(Instrumental)                 | 矢作綾加  | 林田健司   |                        | 5:13 |
| 6.                                                     | 「Hanky Panky Funky Punky ! feat. MIRI」(DANCE☆MAN Remix Instrumental) | 矢作綾加  | 林田健司   |                        | 5:15 |
| 7.                                                     | 「Hanky Panky Funky Punky ! feat. MIRI」(Ayu Remix Instrumental)       | 矢作綾加  | 林田健司   |                        | 5:41 |
| 合計時間:                                              | 合計時間:                                                              | 合計時間: | 39:33      |                        |      |